# مسجد محمدان
مسجد محمدان هو واحد من أقدم المساجد في إندونيسيا، فضلا عن أنه أحد كنوز التراث الثقافي الموجود في قرية برج باشا منطقة الجنوبية في بادانغ غرب سومطرة .

## البناء
المسجد هو من بقايا مسجد المسلمين في بادانج، وأصل بناء المسجد هندي وقد تم بناؤه في عام 1843، المسجد بني على الطابع المعماري في الهند في منطقة البلدة القديمة في مدينة بادانغ، يعتبر وجود المسجد أحد العوامل التي لعبت دورا في انتشار الإسلام في مدينة بادانج وأصبحت جزء من تاريخها، حاليا يستخدم المسجد للأنشطة الدينية للمسلمين، ويستخدم أيضا كوسيلة للتعليم الديني وكمدرسة داخلية للطلاب، وهو اليوم واحد من المعالم السياحية الشهيرة في مدينة بادانج .

## التاريخ
يعد مسجد محمدان من قائمة أقدم المساجد في مدينة بادانج مع مسجد جانتينغ الكبير الذي يعد أقدم مسجد في المدينة، وقد تم بناء المسجد في عام 1843 من قبل مجموعة من المسلمين معظمهم من الهند، ومن المرجح أنهم أتوا مع قدوم الجنود البريطانيين بالقرب من مصب الميناء في المدينة، وقد تم بناء المسجد من قبل شعب المينانغكابو، وكان المسجد في البداية مصنوعة من الجير والرمل، ثم تم تغيير شكله الأصلي في أوائل القرن العشرين واستبداله بالأسمنت .

## العمارة
تتأثر بنية المسجد بالنمط العام للعمارة في الهند، وخاصة على واجهة المسجد التي طليت باللون الأبيض مع زخرفة الخضراء، وتم دعم واجهة المسجد بسبعة أعمدة، يضاف إلى بناء مأذن للمسجد، ومع ذلك فإن واحدة من المآذن قد انهارت متأثرة بالزلزال الذي وقع في عام 2009، والتي تم تصحيحها في وقت لاحق، بني المسجد على مخطط قياسه 15 متر في 25 متر، ويتكون المبنى من ثلاثة طوابق: في الطابق الأرضي قاعة الصلاة، في حين أن الطابقين الثاني والثالث يستخدم لبعض الأغراض فهو مكان الصلاة وكان للتدريس .